# Процент
Проце́нт (от лат. per centum «на сотню; сотая») — одна сотая доля (равная часть); обозначается знаком «%»; используется для обозначения доли чего-либо по отношению к целому. Например, 17 % от 500 кг означает 17 частей по 5 кг каждая, то есть 85 кг. Справедливо также утверждение, что 200 % от 500 кг является 1000 кг, поскольку 1 % от 500 кг равен 5 кг, и 5 × 200 = 1000.

## Происхождение
В Древнем Риме, задолго до существования десятичной системы счисления, вычисления часто производились с помощью дробей, которые были кратны 1/100. Например, Октавиан Август взимал налог в размере 1/100 на товары, реализовавшиеся на аукционе, это было известно как лат. centesima rerum venalium (сотая доля продаваемых вещей). Подобные расчёты были похожи на вычисление процентов.
При деноминации валюты в Средние века вычисления со знаменателем 100 стали более привычными, а с конца XV века до начала XVI века этот метод расчёта стал повсеместно использоваться, судя по содержанию изученных материалов, содержащих арифметические вычисления. Во многих из этих материалов этот метод применялся для расчёта прибыли и убытка, процентных ставок, а также в «тройном правиле». В XVII веке эта форма вычислений стала стандартом для представления процентных ставок в сотых долях.
Символ процента появился в середине XVII века сразу в нескольких источниках, его происхождение неясно. Есть гипотеза, что он возник от ошибки наборщика, который сокращение cto (cento, сотая доля) набрал как 0/0. Более вероятно, что это скорописный коммерческий значок с тем же значением cento, возникший лет на 100 раньше.

## Соотношение процентов и десятичных дробей
- 0 % = 0;
- 0,07 % = 0,0007;
- 45,1 % = 0,451;
- 76,69 % = 0,7669;
- 100 % = 1;
- 146 % = 1,46;
- 200 % = 2;
- 500 % = 5

## Разговорное употребление
- «Работать за проценты» — работать за вознаграждение, исчисляемое в зависимости от прибыли или оборота.
- «Процентщик» — человек, ссужающий деньги под большие проценты, ростовщик.

## Процентный пункт
Изменения показателей, которые сами исчисляются в процентах (например, базовая ставка Центрального банка), обычно выражают не в процентах от исходного показателя, а в так называемых «процентных пунктах», выражающих разность нового и старого значений показателя. Например, если в некой стране базовая процентная ставка была повышена с 4% до 5%, говорят, что её повысили на один процентный пункт (в то время как относительно исходного значения она повысилась на 1/4 = 25%).

## Сравнение величин в процентах
Иногда бывает удобным сравнивать две величины не по разности их значений, а в процентах. Например, цену двух товаров сравнивать не в рублях, а оценивать, насколько цена одного товара больше или меньше цены другого в процентах. Если сравнение по разности вполне однозначно, то есть всегда можно найти, насколько одна величина больше или меньше другой, то для сравнения в процентах нужно указывать, относительно какой величины вычисляется процент. Такое указание, впрочем, необязательно в том случае, когда говорят, что одна величина больше другой на число процентов, превышающее 100. В этом случае остаётся только одна возможность вычисления процента, а именно деление разности на меньшее из двух чисел с последующим умножением результата на 100.